# Martin County, Minnesota
Martin County är ett administrativt område i delstaten Minnesota i USA, med 20 840 invånare. Den administrativa huvudorten (county seat) är Fairmont. 

## Politik
Martin County tenderar att rösta republikanskt. Republikanernas kandidat har vunnit countyt i samtliga presidentval under 2000-talet. Sedan 1892 har demokraternas kandidat vunnit countyt sex gånger (1912, 1916, 1932, 1936, 1948 och 1996). Vid övriga presidentval under perioden har countyt vunnits av republikanernas kandidat. I valet 2016 vann republikanernas kandidat med siffrorna 67,1 procent mot 26 för demokraternas kandidat, vilket är den största segern i countyt för en republikansk kandidat sedan valet 1956.

## Geografi
Enligt United States Census Bureau har countyt en total area på 1 890 km². 1 838 km² av den arean är land och 52 km² är vatten.     

### Angränsande countyn
- Watonwan County - norr
- Blue Earth County - nordost
- Faribault County - öst
- Kossuth County, Iowa - sydost
- Emmet County, Iowa - sydväst
- Jackson County - väst
- Cottonwood County - nordväst